# Ана од хиљаду дана
„Ана од хиљаду дана“ (енгл. Anne of the Thousand Days) је британска драма из 1969. године са Женевјев Бижо у главној улози, за који је добила Златни глобус за најбољу главну улогу, као и номинацију за награду Оскар у категорији за најбољу главну глумицу, док је филм био номинован у категорији за најбољи адаптирани сценарио.

## Радња филма
Драматизација брака између британског краља Хенрија VIII (Ричард Бартон) и његове друге жене Ане Болен (Женевјев Бижу) имала је десет номинација за Оскара, а једног је и освојила. Стрпљиво сачекавши да се уда, радије него да ступи у ванбрачну заједницу, Ана се удала за Хенрија након што је напустио Катарину од Арагона – и тако изазвао сукоб цркве и власти. Пошто Ана није могла да му подари мушког наследника, Хенри је морао да тражи друге жене. Његова десна рука, Кромвел, средио је да Ана буде проглашена кривом за прељубу. Одрубили су јој главу док је Хенри неутешно седео у виндзорском замку, жалећи због таквог примера безосећајне политичке ефикасности.

## Улоге
| Глумац        | Улога               |
| ------------- | ------------------- |
| Женевјев Бижо | Ана Болен           |
| Ричард Бартон | Хенри VIII Тјудор   |
| Ирена Папас   | Катарина од Арагона |
| Ентони Квајл  | Томас Вулси         |
| Џон Коликос   | Томас Кромвел       |
| Мајкл Хордерн | Томас Болен         |
| Валери Џирон  | Мери Болен          |
| Мајкл Џонсон  | Џорџ Болен          |